# Hippoporina acuta
Hippoporina acuta is een mosdiertjessoort uit de familie van de Bitectiporidae. De wetenschappelijke naam van de soort is voor het eerst geldig gepubliceerd in 1964 door Cook.